# 阿蘇ファームランド
阿蘇ファームランド（あそファームランド）は株式会社健康の森が運営する、熊本県阿蘇郡南阿蘇村にある公園。園内には、癒・泊・動・栽・食・買の6つのテーマに分けた健康テーマパークである。1995年4月14日に開業した。

## データ
- 営業時間
  - 日帰り施設　9:00〜22:00（施設や季節によって異なる）
- 駐車場（無料）
  - バス100台、普通車2500台

## 施設

### 癒す
- 阿蘇健康火山温泉
  - ミネラル大浴場（内湯）
  - 中浴場（内湯）
  - 薬湯 酒風呂（女子内湯）
  - 薬湯 じっこう（男子内湯）
  - ジャグジー風呂（内湯）
  - 鉄窯風呂（内湯）
  - サウナ・水風呂（内湯）
  - 岩風呂（露天エリア）
  - 屋根風呂（露天エリア）
  - ワイン風呂（露天エリア）
  - 月替わり薬湯（露天エリア）
  - 蒸気サウナ (露天エリア）
  - ナッピングサウナ（露天エリア）
  - 寝湯（露天エリア）
  - 電流浴・ラジウム浴 (女子露天エリア)
  - ゲルマニウム岩床浴 (女子露天エリア)
  - ほたるアロマ湯 (男子露天エリア)
  - 阿蘇溶岩鉄鉱浴（男子露天エリア）
- 健康温熱窯十三種
  - 柴水晶釜
  - 翡翠釜
  - 岩塩釜
  - 黄土釜
  - 氷温釜
  - ハーブ釜
  - 薬草釜 (よもぎ)
  - 薬草釜 (けいひ)
  - 薬草釜 (はっか)
  - 炭釜
  - 温熱釜
  - GCC鉱石釜
  - 宝石足湯釜
- マグマクレイ・スパ
  - 女性専用
  - 10:00〜17:00
  - 4400円
- ドーム還元浴
  - 10:00〜17:00
  - 1回60分
  - 大人2200円、子ども1000円
- 岩草浴ドーム
  - 10:00〜17:00
  - 大人2200円、子ども1000円
- オキシゲンドーム
  - 10:00〜17:00
  - 大人1400円、子ども1400円
- ドクターキッスフィッシュ
  - 9:00〜17:00
  - 大人1080円、子ども540円
- おもしろ水族館 アクア
  - 9:00～17:00
  - 大人690円、子ども440円

### 泊まる
- ヴィレッジ・ゾーン
- ロイヤル・ゾーン
- ドリーム・ゾーン

### 運動
- 元気の森
  - ストレッチ・ケイブ
  - パイプライン
  - エア・フォレスト
  - ローリング・ファネル
  - ログ・レンジ
  - スライド・ウォール
  - ツイステッド・ライン
  - ゴール・ラッシュ
  - 嘆きの登り口
  - ねじれの道
  - 鏡の廊下
  - 手のばしの道
  - 分かれ道
  - 叫びの扉
  - あいだの森
  - もぐら・ケープ
  - バブル・クロス
  - ふり向きの壁
  - 身細りの谷
  - デレンケン迷宮
  - よどみの壁
  - リーン リーン
  - 骨の洞窟
  - 出会いのルーレット
  - ワームブリード
  - 希望の街
  - 雲のゆくえ
  - あみだ坂
  - ねじれ道II
  - ウォッシュ ボード ウェイ
  - レジャースルー
  - スプリング・カム
  - 出会いのルーレットII
  - チューブハイド
  - 三つの滑り台
  - ワーム・ホール
  - 時間の関所
  - キングスライダー
- 元気チャレンジ館
- 幼児チャレンジ館
- ふれあい動物王国

### 栽
- 阿蘇健康農園
- 野菜栽培工場
- キノコ栽培工場

### 食べる
- ビッグファーム（宿泊者専用）
- 大阿蘇レストラン
- 阿蘇きのこ亭
- 元気キッチン
- めん処阿蘇

### 買う
- 阿蘇ミルクファーム
- 自然健康館 ASO FARM SHOP
- マグマ・クレイスパ ショップ

## アクセス
- 九州自動車道熊本ICから国道57号を阿蘇方面へ向かい27㎞
- JR九州豊肥本線赤水駅からタクシーで約7分